# Estação ferroviária de Valença
A Estação Ferroviária de Valença, também conhecida como de Valença do Minho, é uma interface da Linha do Minho e do Ramal Internacional de Valença, que serve a cidade de Valença, no Distrito de Viana do Castelo, em Portugal. Entrou ao serviço de forma provisória em 6 de Agosto de 1882, tendo sido inaugurada definitivamente em 8 de Dezembro de 1884.

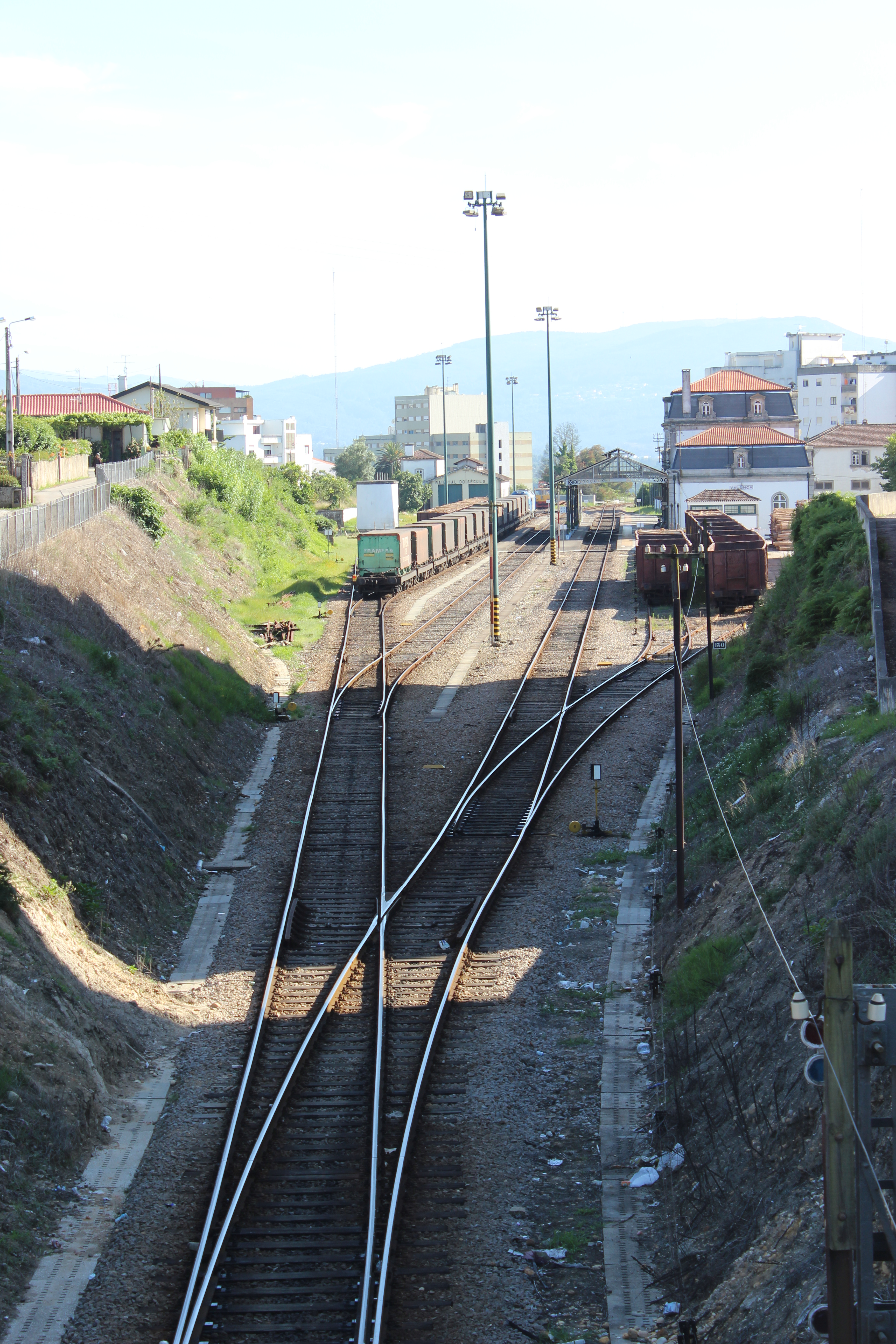
Vista de nordeste da estação de Valença, em 2012.

## Descrição

### Localização e acessos
A estação situa-se em frente ao Largo da Estação, na cidade de Valença.

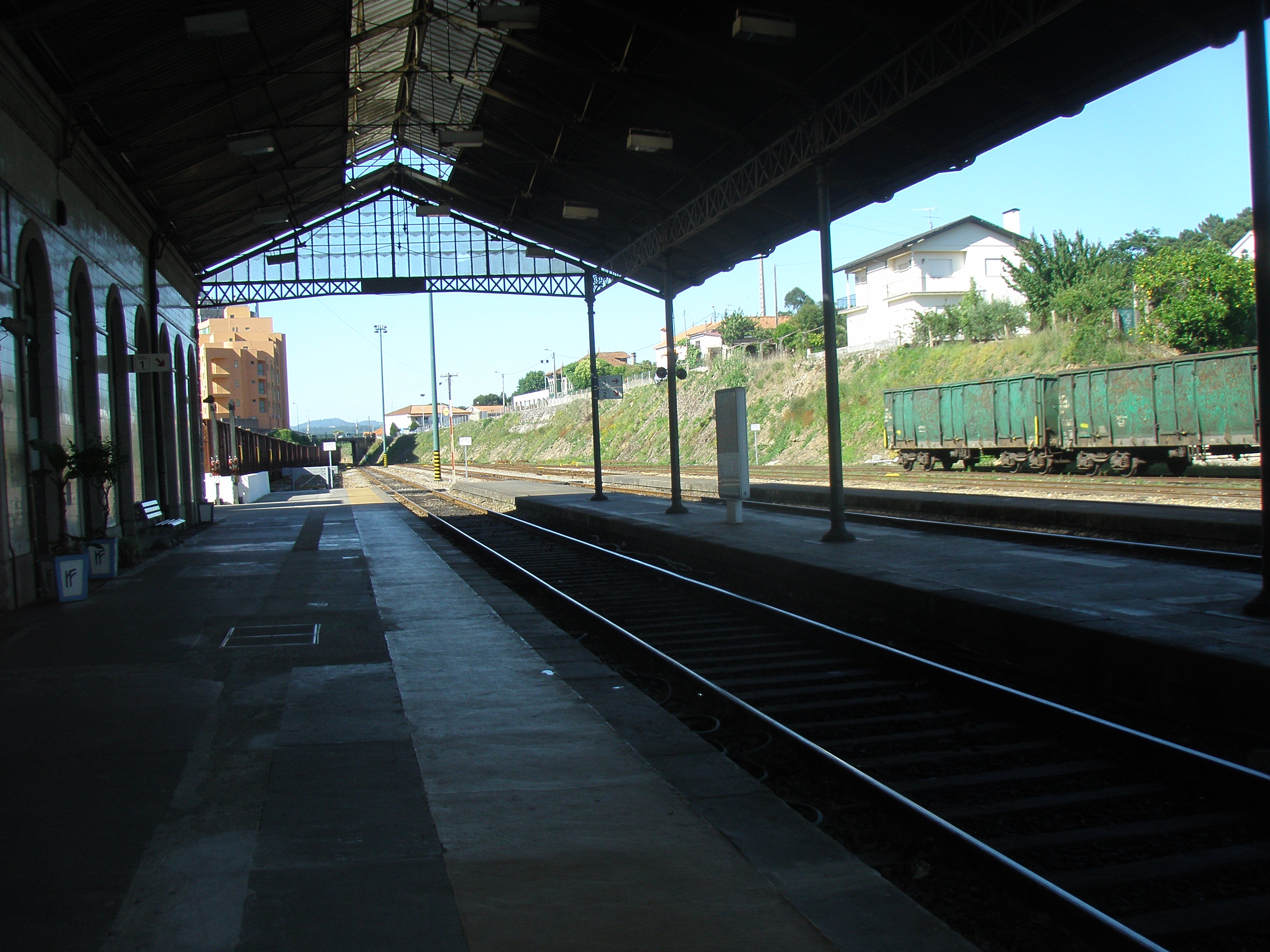
Cobertura da via principal e suas plataformas, em ferro.

### Infraestrutura
Esta interface apresenta quatro vias de circulação, identificadas como I, II, III, e III+topo, com comprimentos que variam de 345 a 182 m de extensão, duas das quais (I a e II) acessíveis por plataforma de 110 m de comprimento e 685 mm de altura e outra (III) por plataforma de 95 m e 550 mm; existem ainda quatro vias secundárias, identificadas como IV, V, VI, e VII, com comprimentos entre 184 e 99 m e eletrificadas apenas nos seus primeiros 30 m, estando as restantes vias de circulação eletrificadas em toda a sua extensão. Esta configuração constitui um Ramal de Estação centrado ao PK 129+77 e gerido pela Infraestruturas de Portugal, com tipologia «Linhas de Carga/Desc. DPF».
O edifício de passageiros situa-se do lado poente da via (lado esquerdo do sentido ascendente, a Monção). Foi planeado de forma a apresentar um estilo simples mas elegante, mantendo uma aparência agradável segundo os padrões da época, sem aumentar os custos de construção. Na altura da sua inauguração, o edifício tinha 66 m de comprimento por 14 m de largura, com dimensões e arquitectura semelhantes às da Viana do Castelo. É composto por um pavilhão central, com três portas e janelas para o lado da rua, e por dois torreões laterais, ligados ao corpo central por galerias. Está totalmente coberto por telhados, que no pavilhão central e nos torreões laterais apresentam águas-furtadas com cobertura no estilo mansard. Na frontaria do edifício foi colocado um relógio, fornecido pelo relojoeiro portuense Germano Courrège. O alpendre coberto, fabricado nas oficinas da Fundição de Massarelos, protege uma área de 820 m², sendo suportado por oito colunas de ferro fundido; as empenas e a lanterna têm aberturas em vidro fosco. As grades nas vedações também foram produzidas na Fundição de Massarelos.

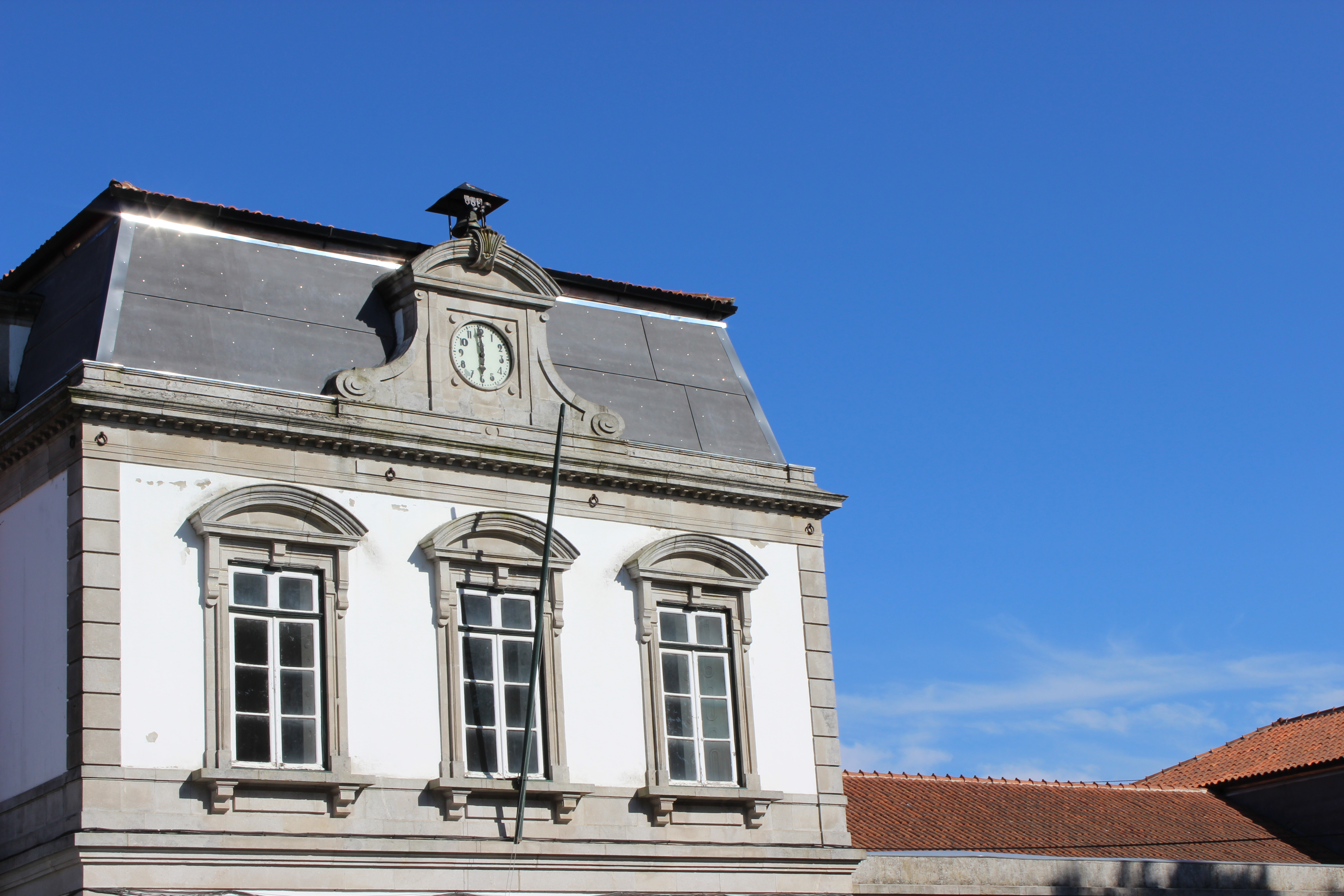
Aspeto da mansarda sobre o segundo piso, com relógio no frontão.

O complexo da estação incluía igualmente duas cocheiras, uma para carruagens e outra para locomotivas. O edifício das carruagens, de duas naves, tinha uma área de 320 m², podendo albergar oito veículos. Nas sobrelojas foram instaladas habitações para o pessoal, com espaços isolados para três famílias e um grupo de funcionários celibatários. A cocheira das locomotivas apresentava uma superfície de 350 m², com espaço para quatro locomotivas e os seus tenders, e possuía um anexo onde foi instalado um quartel para os maquinistas e fogueiros, e uma habitação para o chefe de reserva. Os pavimentos térreos, tanto nos interiores como nos passeios, foram cobertos por formigão hidráulico do tipo Wilkinson, ou por ladrilho mosaico fabricado em Portugal.

A estação também contava com placas giratórias, fabricadas pela empresa belga John Cockerill[en] nas suas instalações em Seraing, enquanto que a ponte rotativa para locomotivas foi fornecida pela casa alemã G. Dullwer, e reformada nas oficinas gerais do Minho e Douro. O material das agulhas e cruzamentos também foi fabricado na Alemanha, em Bochum. De França vieram a báscula de 20 t, fornecida pela empresa francesa Travyon de Lyon, o guindaste fixo de 6 t, fabricado pela casa Fives-Lille[fr] em Liège, e a tina do reservatório de 40 m³.

### Serviços
| Em dados de 2023 (sem alteração desde pelo menos finais de 2017) Valença é servida por cinco serviços ferroviários distintos, num total de quinze circulações diárias em cada sentido: - Comboios de Portugal: - R Regional (Valença ⇄ Porto-São Bento): 5×2 - IR Inter-regional (Valença ⇄ Figueira da Foz): 5×2 - IC Intercidades (Valença ⇄ Lis. Santa Apolónia): 1×2 - Cel Celta (Vigo-Guixar ⇄ Porto-Campanhã): 2×2 (*) - Renfe Operadora: - 3A media distancia (Vigo-Guixar ⇄ Valença): 2×2 - 3B media distancia (Vigo-Guixar ⇄ Porto-Campanhã): 2×2 (*) (*) Os serviços Celta e Renfe 3B constituem um trajeto coeso, totalmente integrados em termos de bilhética, horários, e material circulante, podendo na prática ser vistos como designações sinónimas de um mesmo serviço. | C.P. e Renfe em Valença. |

## História

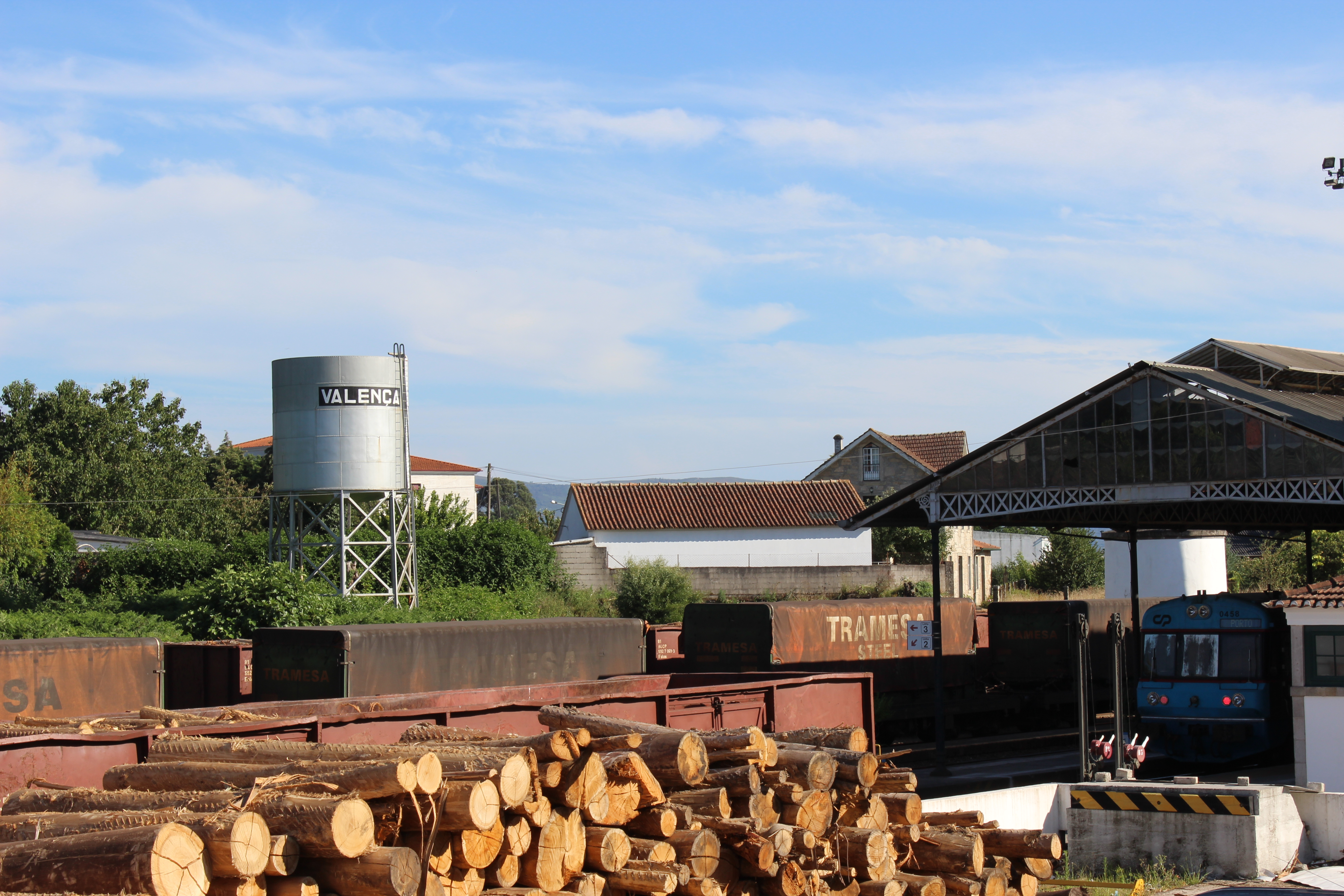
Topo do alpendre e reservatório de água, em 2012

### Século XIX

#### Planeamento e construção

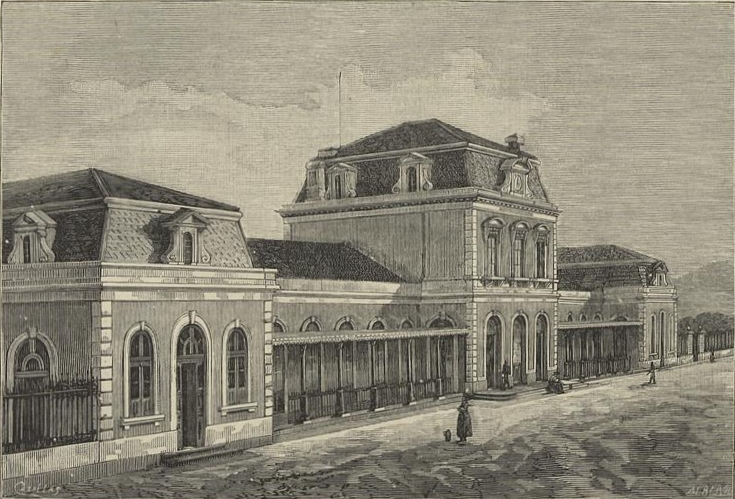
Estação de Valença, nos primeiros anos

Por volta de 1867 iniciou-se o planeamento da Linha do Minho, unindo a cidade do Porto à fronteira internacional em Valença.
O projecto para esta gare foi produzido pelo director da construção na Caminhos de Ferro do Minho e Douro, o engenheiro Augusto Luciano Simões de Carvalho, e aprovado por uma portaria de 12 de Maio de 1882. A empreitada para as obras de pedra foi executada por D. Gabriel Beitia, as de trolha por Domingos Gonçalves dos Santos, e as de carpintaria por António Rodrigues da Fonseca. As obras de construção começaram em 15 de Maio desse ano, tendo sido assentes as pedras angulares em 24 de Agosto. Foi instalada num ângulo formado pelas estradas de Monção e Caminha, a cerca de 500 m das portas da Praça de Valença.

#### Inauguração e ligação à fronteira
A primeira interface ferroviária a servir Valença foi uma gare provisória em Segadães, que entrou ao serviço em 3 de Junho de 1879. Uma portaria de 10 de Agosto de 1881 entregou a Gabriel Beitia a empreitada das terraplanagens e das obras de arte entre a estação definitiva e Segadães. Este lanço abriu à exploração em 6 de Agosto de 1882, de forma provisória. O serviço de pequena velocidade iniciou-se em 15 de Abril de 1883, e a inauguração definitiva ocorreu em 8 de Dezembro de 1884.
Em 1864, uma comissão técnica luso-espanhola estabeleceu que deviam ser construídas cinco ligações de caminhos de ferro entre ambos os países, incluindo uma de Valença a Tuy. O troço desde esta estação até à fronteira, incluindo a Ponte Rodo-Ferroviária de Valença, foi inaugurado em 25 de Março de 1886.

#### Transição para os Caminhos de Ferro do Estado
Uma lei de 14 de Julho de 1899 fundiu os Caminhos de Ferro do Minho e Douro com os Caminhos de Ferro do Sul e Sueste numa só divisão, criando os Caminhos de Ferro do Estado.

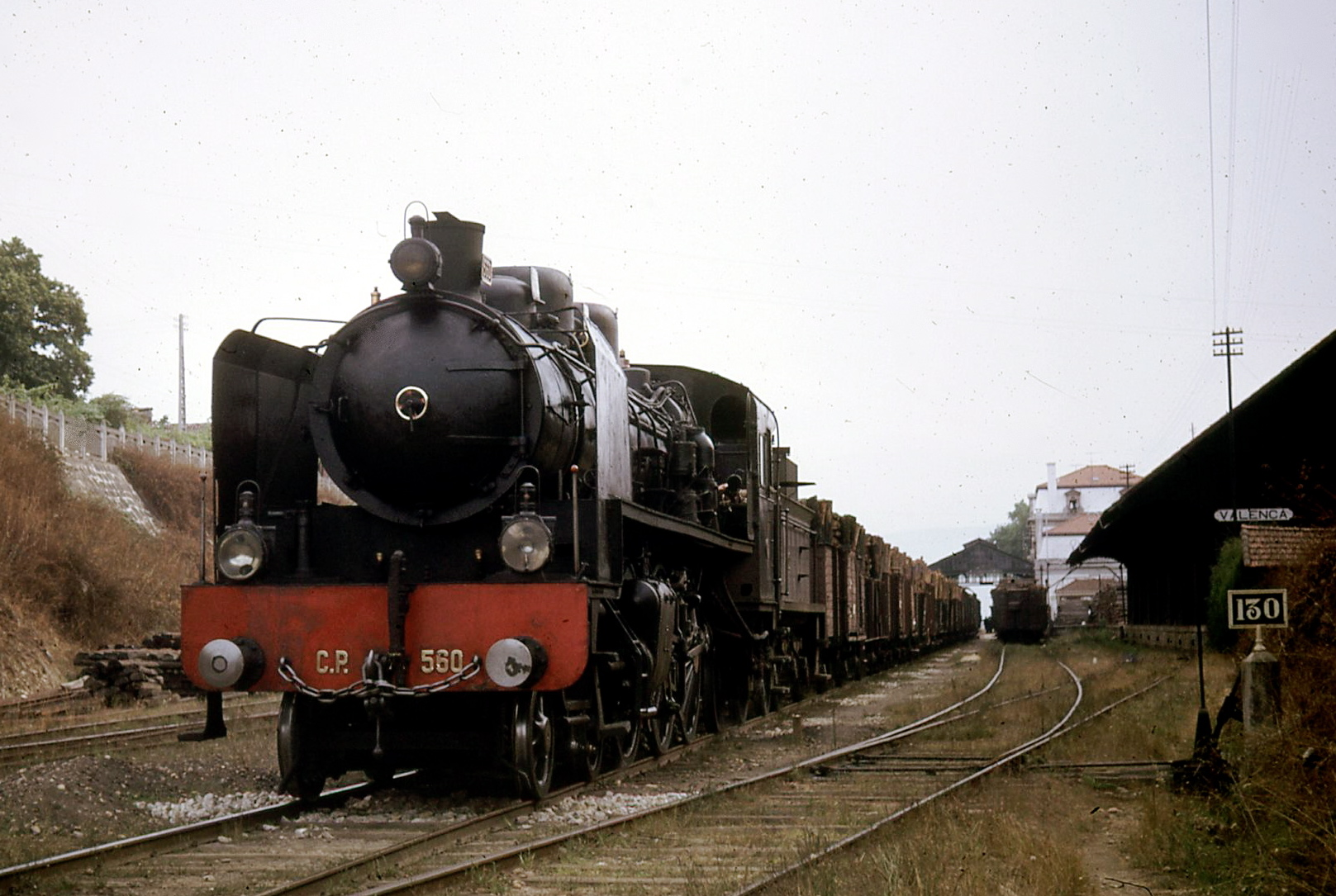
Últimos serviços a vapor nesta estação (locomotiva n. 560), em 1970

### Século XX

#### Linha para Monção
Desde o século XIX que se procurou continuar a linha além de Valença, de forma a servir as regiões de Monção e Melgaço, tendo-se planeado originalmente que a linha fosse do tipo americano, de via estreita, sobre o leito das estradas. Este projecto foi substituído por um troço de via larga desde esta estação até Monção, classificado como parte da rede complementar do Minho por um decreto de 15 de Fevereiro de 1900. A Gazeta dos Caminhos de Ferro de 1 de Dezembro de 1905 noticiou que se iniciriam em breve as obras no lanço entre Valença e Monção, tendo o primeiro lanço, até Lapela, entrado ao serviço em 15 de Junho de 1913.
A estação foi palco de combates durante as Incursões Monárquicas de 1912, tendo sido atacada pelos couceiristas no dia 12 de Julho. Em 1913, existia um serviço de automóveis e outro de diligências entre esta estação e Melgaço, indo as diligências até à localidade fronteiriça de São Gregório.

#### Décadas de 1920 e 1930
Em 1927, os Caminhos de Ferro do Estado foram integrados na Companhia dos Caminhos de Ferro Portugueses, que passou a explorar as antigas linhas do estado, incluindo a do Minho. Em 16 de Setembro de 1934, esta estação foi utilizada no transporte dos convidados e jornalistas para a cerimónia de inauguração do Sanatório de Paredes de Coura. Durante a Guerra Civil Espanhola, Valença foi um ponto de passagem para os diplomatas, estrangeiros e outros refugiados, que se deslocaram de comboio, para fugir aos combates.

#### Décadas de 1950 e 1960

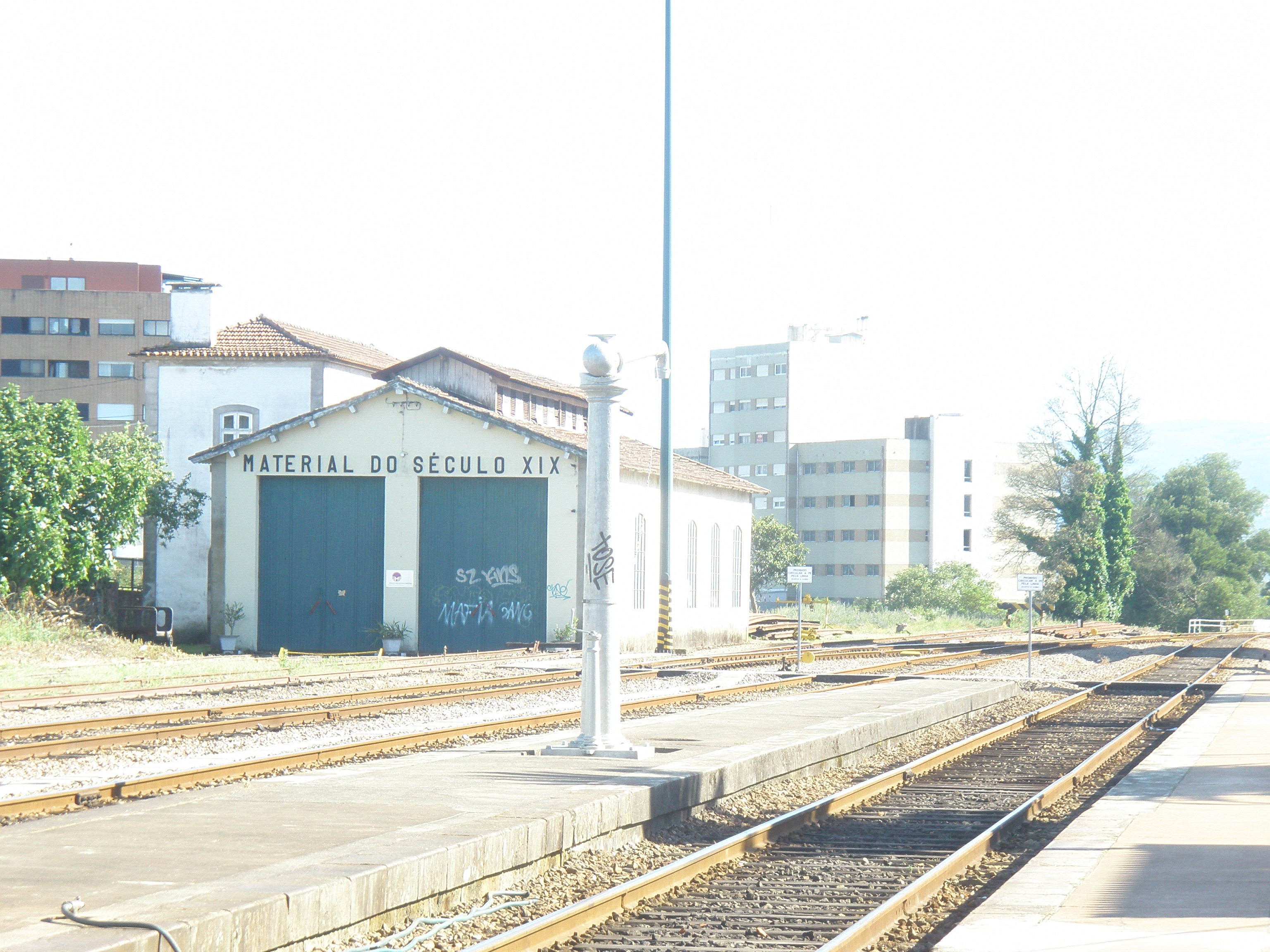
Antiga cocheira, ocupada pelo Museu Ferroviário de Valença desde 1979.

Entre 14 de Maio e 1 de Outubro de 1950, esta estação foi servida por uma carruagem directa de Lisboa a Corunha, que vinha anexa ao Rápido do Porto, evitando desta forma a necessidade de transbordo em Campanhã. Esta iniciativa teve um grande sucesso, devido, entre outros factores, à qualidade do serviço, tendo sido o melhor ano até então em termos de movimento de passageiros pela fronteira de Valença. Em 16 de Agosto de 1968, a Gazeta dos Caminhos de Ferro noticiou que a Companhia dos Caminhos de Ferro Portugueses estava a preparar a realização de obras de renovação parcial no troço entre esta estação e Nine, a ser executado por um consórcio das empresas SOMAFEL, Somapre, A. Borie e A. Dehé.

#### Décadas de 1970 a 1990
Em 1977, a operadora Red Nacional de Ferrocarriles Españoles tinha um representante nesta estação; nesta altura, também era aqui que se mudava o pessoal de bordo, nos comboios internacionais. Em 1979, foi formado o Núcleo Muselógico de Valença, nas antigas cocheiras desta estação; este processo inseriu-se no âmbito de um programa a nível nacional da operadora Caminhos de Ferro Portugueses, para a preservação do material histórico ferroviário. Até ao final da década de 1980, circulou um serviço internacional misto da Red Nacional de Ferrocarriles Españoles, com a classificação de omnibus, entre as localidades de Guillarei e Valença, passando por Tui.
Em 2 de Janeiro de 1990, o lanço da Linha do Minho entre esta gare e Monção foi encerrado pela empresa Caminhos de Ferro Portugueses.

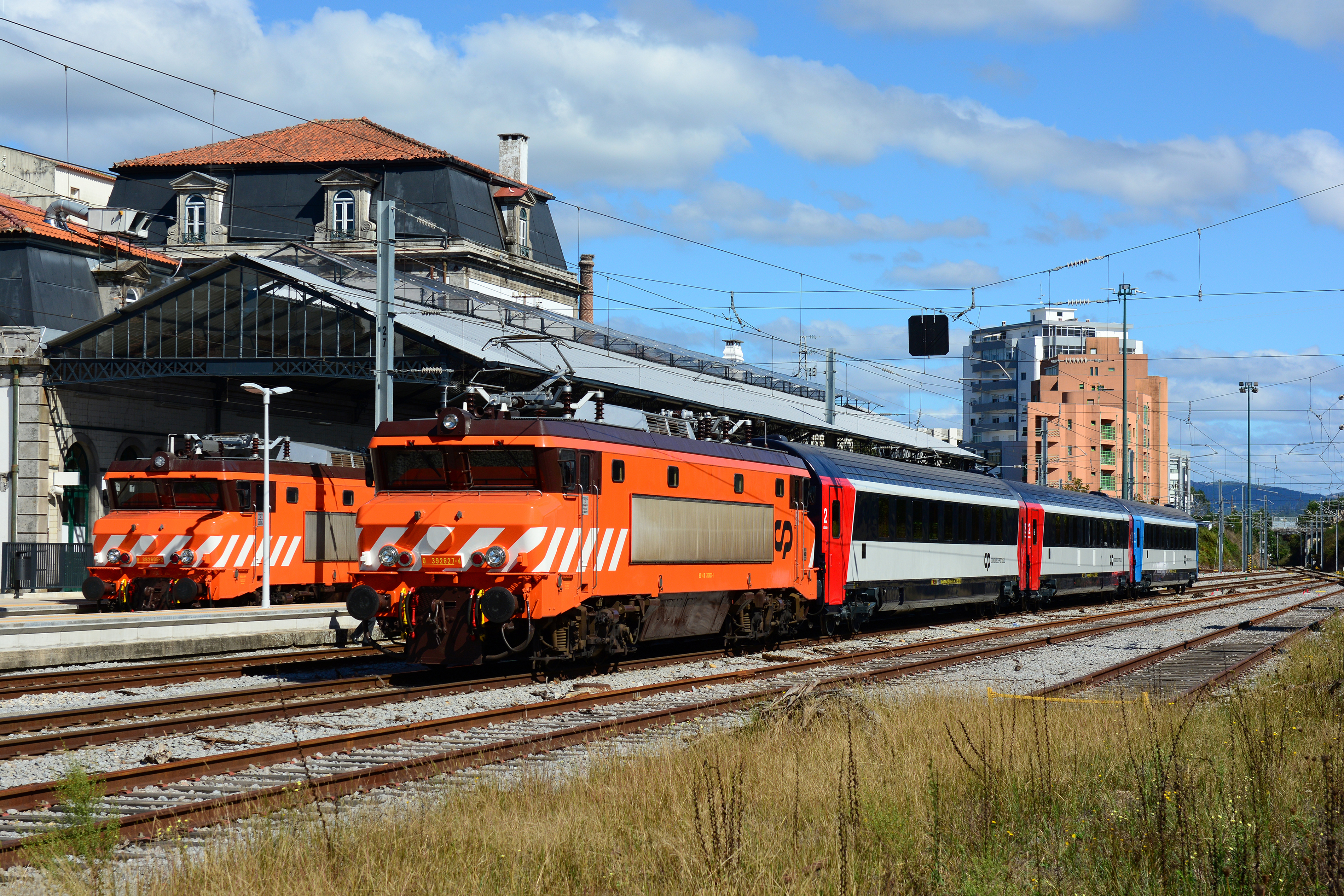
Locomotiva 2600 rebocando carruagens Arco em fase de testes na recém-eletrificada estação de Valença, em 2021.

### Século XXI
Em 2021, após obras de reparação e eletrificação, começaram a circular neste troço (Viana-Valença) comboios elétricos.